# Licht-Test
Der Licht-Test ist eine Verkehrssicherheitsaktion in Deutschland. Unter der Führung des Bundesverkehrsministeriums starteten die Initiatoren Bundesverkehrswacht (heute  Deutsche Verkehrswacht e. V.) und Zentralverband des Kraftfahrzeughandwerks e. V. im Oktober 1956 mit einer Aktionswoche. Heute lassen in Deutschland viele Millionen Autofahrer jedes Jahr im Oktober in den rund 37 500 Meisterbetrieben der Kfz-Innungen, bei Überwachungsorganisationen und Automobilclubs die Licht-Anlage ihres Fahrzeugs kostenlos überprüfen und bekommen eine Plakette an die Windschutzscheibe geklebt.

## Geschichte

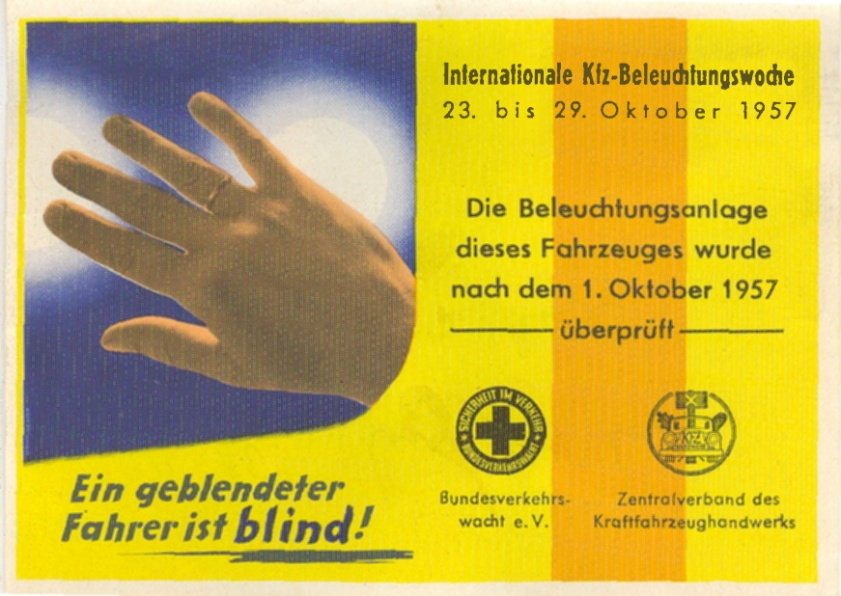
Licht-Test Bescheinigung 1957

Unter dem Motto „Ein geblendeter Fahrer ist blind!“ starteten die Initiatoren  im Oktober 1956 mit einer Aktionswoche. An ausgewählten Plätzen in wenigen Städten und zu festen Uhrzeiten wurden die Scheinwerfer und Bremslichter der Autos kostenlos überprüft.
Ein Jahr darauf kamen die Verkehrssicherheitsorganisationen Belgiens, Frankreichs, der Niederlande und der Bundesrepublik Deutschland darin überein, in der Zeit vom 23. bis 29. Oktober eine „Internationale Beleuchtungswoche“ durchzuführen. Mit der in den 1950er Jahren einsetzenden Massenmotorisierung waren immer mehr Kraftfahrzeuge mit augenfällig fehlerhafter Beleuchtung unterwegs: Blendung, zu niedrig eingestellte Scheinwerfer, Lichtabfall oder gänzlicher Lichtausfall bei einer oder gar mehreren Leuchten.
In den erwähnten Ländern konnten die Kraftfahrer 1957 vom 1. Oktober an die Beleuchtungsanlage ihrer Kraftfahrzeuge in Fachwerkstätten kostenlos überprüfen und bei Bedarf die Scheinwerfer richtig einstellen lassen. In Deutschland übernahmen diese Aufgabe die dem Zentralverband des Kraftfahrzeughandwerks angeschlossenen Betriebe. Daran beteiligten sich auch andere Organisationen und Verbände. Nach erfolgtem Test erhielten die Autofahrer eine Plakette „mit der Hand, die vor Blendung schützt“. In alten Aufzeichnungen wird „von einigen hundert Kraftfahrern“ berichtet, die zur ersten Beleuchtungsaktion einen der ausgewählten Plätze ansteuerten.
Später kamen andere Länder hinzu wie die skandinavischen Länder, Österreich, die Schweiz und Spanien. Diese und die oben Erwähnten führen heute teilweise wieder den Licht-Test durch. In Deutschland hat es über die mehr als fünf Jahrzehnte durchgängig die Beleuchtungswochen bzw. den Licht-Test gegeben.

## Prüfpunkte des Licht-Tests
Die Straßenverkehrs-Zulassungs-Ordnung (StVZO) gibt vor, was im Rahmen des Licht-Tests zu überprüfen ist. Acht Beleuchtungspunkte am Personenkraftwagen (Pkw) werden in Bezug auf Grundfunktion und Einstellung in den Prüfstellen kontrolliert:
1. Fern- und Abblendlicht
2. Nebel-, Such- und andere erlaubte Zusatzscheinwerfer
3. Begrenzungs- und Parkleuchten
4. Bremslichter
5. Schlusslichter
6. Warnblinkanlage
7. Fahrtrichtungsanzeiger
8. Nebelschlussleuchte
9. Scheinwerferreinigungsanlage
10. Wischblätter
11. Scheibenreinigungsanlage

Seit dem Jahr 2006 wird der Licht-Test auch an Nutzfahrzeugen (Nfz) durchgeführt. Die StVZO gibt auch hier vor, was im Rahmen des Licht-Tests zu überprüfen ist. Zehn Beleuchtungspunkte am Nfz werden in Bezug auf Grundfunktion und Einstellung in den Prüfstellen kontrolliert:
1. Fern- und Abblendlicht
2. Nebel-, Such- und andere erlaubte Zusatzscheinwerfer
3. Begrenzungs- und Parkleuchten
4. Bremslichter
5. Schlusslichter
6. Warnblinkanlage
7. Fahrtrichtungsanzeiger
8. Nebelschlussleuchte
9. Rückfahrscheinwerfer
10. Seitenmarkierungsleuchten

## Licht-Test-Plakette
Nach erfolgtem Test erhalten die Autofahrer die Licht-Test-Plakette hinter die Windschutzscheibe. Jährlich stellt der Bundesverkehrsminister und Schirmherr der Aktion gemeinsam mit dem Vorstand des ZDK die jeweils aktuelle Licht-Test-Plakette der Öffentlichkeit vor. Die Polizei wird teilweise zusätzlich über die Innenministerien der Länder informiert.

## Licht-Test-Mängelstatistik
In Deutschland weist rund jedes dritte Fahrzeug bei der jährlichen Überprüfung im Oktober mindestens einen Fehler an der Fahrzeugbeleuchtung auf. Das war in den Anfängen der Aktion weniger überraschend als der später offenkundig werdende Umstand, dass sich diese Bilanz im Laufe von mehr als fünf Jahrzehnten nicht gebessert hat.